# Penc
Penc là một thị trấn thuộc hạt Pest, Hungary. Thị trấn này có diện tích 21,34 km², dân số năm 2010 là 1506 người, mật độ 71 người/km².